# Шишкин, Александр Геннадьевич (политик)
Алекса́ндр Генна́дьевич Ши́шкин (р. 4 мая 1960, Осинники) — российский бизнесмен, член «Единой России».

## Биография
Родился 4 мая 1960 года в городе Осинники Кемеровской области.
В 1996 окончил Кемеровский технологический институт пищевой промышленности по специальности инженер-технолог.
Бывший вице-президент компании «Русский уголь», бывший председатель совета директоров «Амурметалла» (2007—2010), бывший депутат Хабаровской краевой думы (2005—2007), бывший президент хоккейного клуба «Амур» (2005—2009).
Депутат Государственной думы пятого (2007—2011) и шестого созывов (2012—2013/неполный срок; в 2011 году не прошел в Госдуму по спискам «ЕР», в 2012 году получил мандат от депутата Госдумы от Саратова Людмилы Боковой; в 2013 году сдал мандат, назначен членом Совета Федерации, мандат перешел Роману Чуйченко), член Комитета Госдумы по безопасности и противодействию коррупции.
С 18 сентября 2013 года по сентябрь 2018 года — член Совета Федерации. Представитель от исполнительного органа государственной власти (правительства) Хабаровского края. Входил в состав комитета по обороне и безопасности (28 сентября 2018 года новый губернатор Сергей Фургал назначил сенатором Елену Грешнякову).
С 6 августа 2014 по 26 августа 2014 — почётный гражданин Харькова.